# Najpiękniejsze eksperymenty fizyczne
Najpiękniejsze eksperymenty fizyczne – zestawienie eksperymentów fizycznych wybranych przez historyka nauki Roberta P. Crease’a na podstawie ankiety przeprowadzonej w czasopismie Physics World, a następnie w Internecie, w której respondenci zostali poproszeni o wskazanie doświadczeń fizycznych, które uznali za najpiękniejsze. Zdecydowane pierwsze miejsce w ankiecie zajęło doświadczenie Davissona i Germera, powtarzające doświadczenie Younga, ale pokazujące tym razem interferencję elektronów, a nie fotonów. Na podstawie wyników ankiety Crease opublikował książkę pt. The Prism and the Pendulum: The Ten Most Beautiful Experiments in Science. Za 10 najpiękniejszych uznane zostały (kolejność wg daty; w nawiasie kolejność wg liczby głosów):
1. (7) Pomiar Eratostenesa (ok. roku 230 p.n.e.) – pomiar obwodu Ziemi
2. (2) Eksperyment Galileusza (rok 1600) – spadek swobodny ciał o różnej masie
3. (8) Eksperyment Galileusza (rok 1600) – obserwacja ruchu ciał staczających się z równi pochyłej
4. (4) Eksperyment Newtona (lata 1665–1666) – rozszczepienie światła za pomocą pryzmatu
5. (5) Eksperyment Cavendisha (rok 1798) – wyznaczenie stałej grawitacji G za pomocą wagi skręceń
6. (5) Doświadczenie Younga (rok 1801) – interferencja światła na dwóch szczelinach
7. (10) Wahadło Foucaulta (rok 1851) – doświadczalne potwierdzenie ruchu obrotowego Ziemi
8. (3) Eksperyment Millikana (rok 1909) – wyznaczenie ładunku elektronu za pomocą spadającej w polu elektrycznym kropli oleju
9. (9) Eksperyment Rutherforda (rok 1911) – odkrycie jądra atomowego
10. (1) Doświadczenie Davissona i Germera (rok 1927) – dyfrakcja elektronów na krysztale niklu

Wśród innych propozycji znalazły się:
- Eksperyment Archimedesa z hydrostatyki – wyporność ciała stałego przez ciecz (III w. p.n.e.) – prawo Archimedesa
- Obserwacje Rømera dotyczące prędkości światła (rok 1676)
- Eksperymenty Joule’a z aparatem do pomiaru mechanicznego odpowiednika ciepła (rok 1843) – zasada zachowania energii
- Eksperyment Reynoldsa – przepływ cieczy przez rurkę (hydrodynamika, podobieństwo dynamicznego przepływu płynów w przewodach rurowych, rok 1883)
- Eksperymenty Macha i Salchera z akustyczną falą uderzeniową (rok 1886)
- Pomiary Michelsona i Morleya wykazujące brak wpływu ruchu orbitalnego Ziemi na prędkość światła (lata 1881, 1887) – szerszy opis w artykule: Doświadczenie Michelsona-Morleya
- Prace Röntgena nad wykryciem prądu przesunięcia, którego istnienie przewidywał już w roku 1865 Maxwell
- Odkrycie Ørsteda dotyczące elektromagnetyzmu (rok 1820) – doświadczenie Ørsteda
- Odkrycie Bragga – dyfrakcja promieni X na kryształkach soli
- Pomiary Eddingtona dotyczące ugięcia światła gwiazd (rok 1919)
- Doświadczenie Sterna-Gerlacha dotyczące kwantyzacji momentu pędu (rok 1922)
- Kot Schrödingera (rok 1935) – eksperyment myślowy Erwina Schrödingera
- Eksperyment Trinity (lata 1942–1945) – pierwszy test jądrowej reakcji łańcuchowej
- Pomiary Wu dotyczące pogwałcenia naładowania równorzędnego cząsteczek i antycząsteczek atomowych (lata 1956–1957)
- Badania Goldhabera nad skrętnością neutrina (rok 1957)
- Eksperyment Feynmana z o-ringiem zanurzonym w wodzie – wyjaśniający przyczynę katastrofy promu kosmicznego Challenger (rok 1986)

Zestawienie Crease’a przywoływane jest w książkach i publikacjach naukowych z obszaru historii nauki i edukacji.

## Pomiar Eratostenesa (ok. roku 230 p.n.e.) – pomiar obwodu Ziemi

Wirująca Ziemia widziana z kosmosu

Eratostenes dokonał dokładnych (jak na rok 230 p.n.e.) pomiarów obwodu Ziemi. Ich wyniki przedstawił w dziele „O pomiarach Ziemi”, które nie przetrwało do naszych czasów. Część obliczeń dokonanych przez Eratostenesa można znaleźć w pracach innych autorów (takich jak: Kleomedes, Teon ze Smyrny i Strabon).

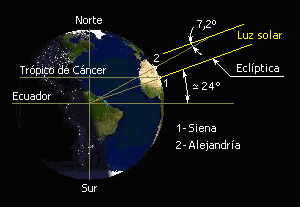
Pomiar obwodu Ziemi; oznaczenia: Siena – Syene, Alejandría – Aleksandria, Luz solar – promienie słoneczne, Trópico de Cáncer – Zwrotnik Raka, Ecuador – równik, Norte – Biegun Północny, Sur – Biegun Południowy.

Eratostenes porównał długość cieni rzucanych w południe, w czasie letniego przesilenia, pomiędzy Syene (dzisiejszy Asuan w Egipcie nad Nilem) i Aleksandrią. Założył przy tym, że Słońce jest tak odległe, że promienie światła w obu miejscach są praktycznie równoległe. W tym okresie promienie słoneczne w Syene oświetlały dno głębokiej studni, padały więc pionowo (Słońce było w zenicie), podczas gdy w tym samym czasie w Aleksandrii, leżącej według Eratostenesa na tym samym południku (co nie jest prawdą, ale popełniany błąd jest niewielki), padały one pod kątem 7,2 stopnia (co stanowi 7,2/360, czyli 1/50 część kąta pełnego).
Od przewodników karawan wiedział także, że odległość pomiędzy tymi miastami wynosi ok. 5000 stadionów (ok. 800 km; dokładna wartość długości stadionu nie jest znana, ale średnio antyczny stadion miał długość ok. 185 m). Obwód Ziemi powinien być więc 50 razy większy, czyli wynosić ok. 40 000 km.
Pomimo iż w obliczeniach były pewne niedokładności (rzeczywista średnia wartość obwodu Ziemi wynosi 40 041 km, a uważa się, że Eratostenes podał ją w granicach od 39 690 km do 46 620 km), do dziś używa się tej metody do dokładnych pomiarów Ziemi.

## Eksperyment Galileusza (rok 1600) – spadek swobodny ciał o różnej masie

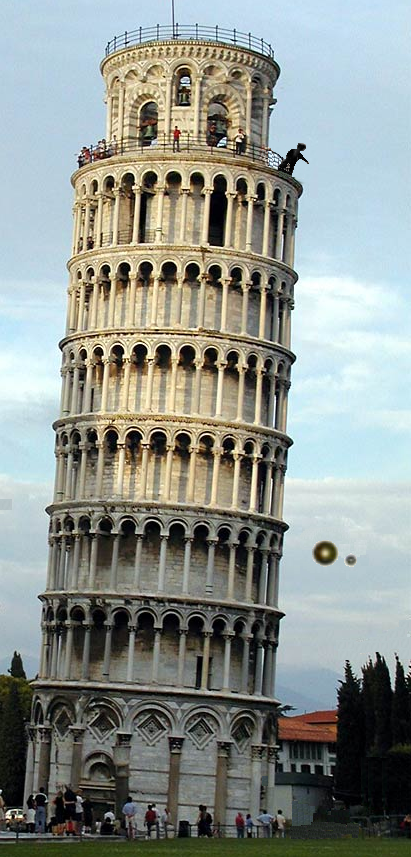
Galileusz zrzucający kule z Krzywej Wieży w Pizie (fotomontaż ilustrujący eksperyment)

Arystoteles twierdził, że ciało spada na ziemię tym szybciej, im jest cięższe. Aż do późnych lat XVI wieku było to bardzo popularne mniemanie, co uzmysławia, jak bardzo zaniedbywano w okresie średniowiecza fizykę doświadczalną, skoro nadal opierano się na błędnej w tym wypadku wiedzy starożytnych Greków (klasycyzm – powtarzana była teoria, lecz bez empirycznej weryfikacji). Dopiero Galileusz przeciwstawił się temu twierdzeniu, stawiając na szali cały swój autorytet i stanowisko dziekana katedry matematyki na Uniwersytecie w Pizie.
Zrobił to zrzucając kule o różnych masach z Krzywej Wieży w Pizie i mierząc czas ich spadania. Jednocześnie upuścił z wieży dwie kule: ciężką kulę armatnią o masie 8 kg i lżejszą kulkę muszkietową o masie 20 g. Oba ciała (które miały podobną formę) dosięgnęły ziemi w tym samym momencie.
Udowodnił zatem, że czas ich opadania jest taki sam (przy zaniedbaniu nieznacznego w tym przypadku efektu wynikłego z oporu powietrza). Dowód ten stanowi jedną z podwalin mechaniki klasycznej.

## Eksperyment Galileusza (rok 1600) – obserwacja ruchu ciał staczających się z równi pochyłej

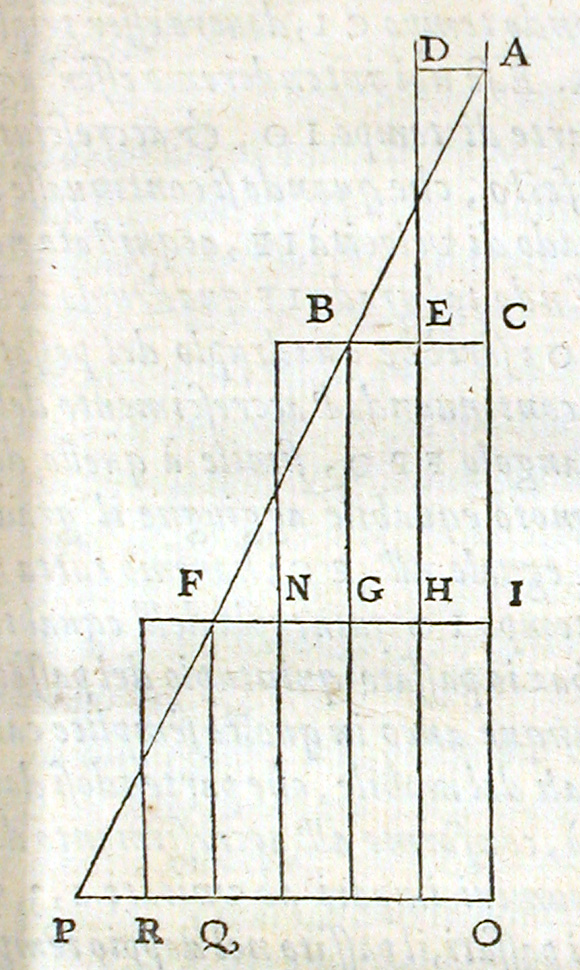
Strona z pracy Galileusza O prawach spadania ciał.

Jakkolwiek prawdziwość eksperymentu ze spadającymi kulami z Krzywej Wieży w Pizie (o którym wzmianka pojawiła się po raz pierwszy w pracy jego ucznia Vincenzo Viviani) jest obecnie podawana przez niektórych uczonych i historyków w wątpliwość, to nikt nie wątpi w to, że Galileusz wykorzystał kule toczące się w dół na równi pochyłej w celu badania ich prędkości i przyspieszenia.
Jego równia składała się z blatu (o długość 20 kubitów i szerokość połowy kubita, czyli ok. 6 m na 15 cm), który pośrodku miał precyzyjnie nacięty rowek. Galileusz pochylił blat tak, że utworzył on równię pochyłą i staczał po nim mosiężne kule. Jednocześnie mierzył czas ich toczenia za pomocą zegara wodnego – dużego naczynia z wodą, która wypływała przez cienką rurkę. Za każdym razem ważył wodę, która wypłynęła z naczynia i porównywał wyniki z przebytym przez kulę dystansem.

Równia pochyła

Arystoteles błędnie przypuszczał, że prędkość toczącej się kuli powinna być stała. Jeśli podwoimy czas toczenia się, to kula powinna przebyć dwa razy dłuższą drogę. Galileusz za pomocą tego eksperymentu obalił to twierdzenie. W rzeczywistości przy podwojeniu czasu toczenia kula przebyła drogę cztery razy dłuższą. Droga ta jest wprost proporcjonalna do kwadratu czasu. A powodem tego jest przyspieszenie wnoszone przez grawitację.
Oba eksperymenty (ze zrzucaniem kul z wieży i z toczeniem ich na równi pochyłej) dowodziły tej samej rzeczy: spadające lub toczące się obiekty (toczenie się jest wolniejszą wersją spadania tak długo, jak rozłożenie masy w obiekcie jest takie samo) zwiększają prędkość niezależnie od ich masy. Było to jak na wiek XVII rewolucyjne stwierdzenie.

## Eksperyment Newtona (lata 1665–1666) – rozszczepienie światła za pomocą pryzmatu

Światło białe rozszczepione w pryzmacie w spektrum optyczne.

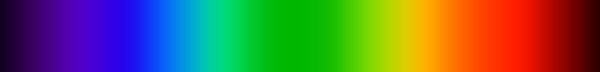
Spektrum światła białego

Światło białe, które po przejściu przez pryzmat rozszczepia się na różne kolory, można z powrotem złożyć (np. za pomocą pryzmatu lub luster) w światło białe. Na ten fakt zwrócił uwagę po raz pierwszy Isaac Newton w swoich opublikowanych notatkach pt. On Colour (O kolorach), które później rozwinął w większe dzieło pt. Optics (Optyka). Praca ta była zarzewiem gorących dyskusji dotyczących natury światła, a nawet personalnych kłótni i niesnasek w świecie naukowym tamtych czasów. Tym niemniej większość z tych, którzy widzieli na własne oczy rozszczepienie światła (czy to na pryzmacie, czy też w naturze, np. tęczę) przyznaje, że jest to zjawisko nad wyraz piękne i malownicze.

## Eksperyment Cavendisha (rok 1798) – wyznaczenie stałej grawitacji G za pomocą wagi skręceń

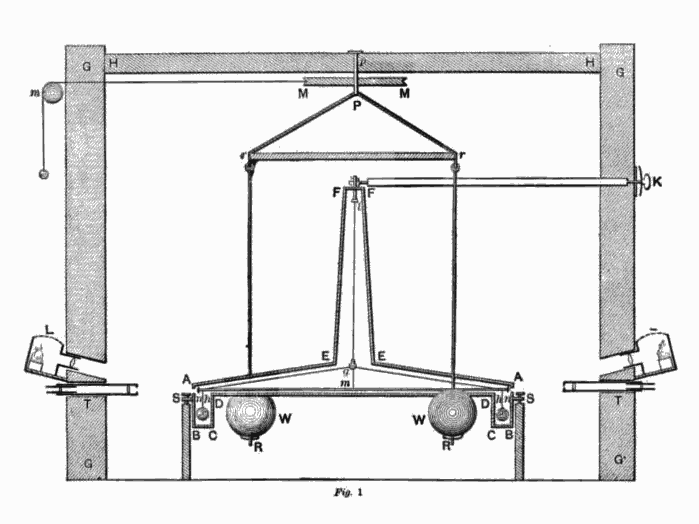
Rysunek sporządzony przez Cavendisha; przedstawia jego wagę skręceń zbudowaną wewnątrz budynku.

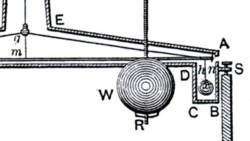
Jedno z ramion (m) wagi, duża kula (W), mała kulka (x) oraz obudowanie izolujące (ABCDE).

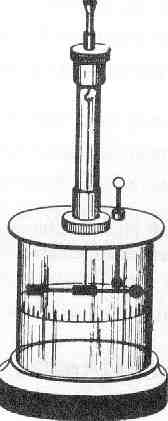
Waga skręceń w kształcie słoja.

Może to być pewnym zaskoczeniem dla przeciętnego człowieka, ale wartość jednej z fundamentalnych stałych naszego świata – stałej grawitacji G jest jedną z najgorzej poznanych wartości fizycznych. Z najnowszych badań przeprowadzonych w roku 2000 przez H. Gundlacha i Stephena M. Merkowitza z Uniwersytetu Waszyngtońskiego w Seattle wynika, że wynosi ona 6,6742x10−11 Nm²/kg²(15) przy maksymalnym błędzie pomiaru szacowanym na 0,0014% tej wartości („Physical Review Letters”, t. 85, nr 14, 2000). Pomiary te zwiększyły dokładność znajomości stałej G o jeden rząd wielkości, czyli o jedną cyfrę znaczącą na końcu wyniku. Do tej pory opieraliśmy się na wartości wielkości stałej G zmierzonej w roku 1798 przez angielskiego uczonego Henry’ego Cavendisha.
Trzy uniwersalne prawa ruchu i prawo powszechnego ciążenia sformułował inny angielski uczony, sir Isaac Newton w dziele Philosophiae Naturalis Principia Mathematica (Matematyczne podstawy filozofii naturalnej, bardziej znane dzisiaj jako Principia). Jako pierwszy oszacował on także stałą G.
Cavendish sądził, że jest w stanie podać ją z większą dokładnością niż Newton. Brakowało mu jedynie odpowiedniego przyrządu, który mógłby dowieść, że wszystkie ciała przyciągają się wzajemnie niezależnie od grawitacji Ziemi.
Eksperymenty, które doprowadziły do wyznaczenia stałej G, a jednocześnie do zmierzenia masy Ziemi, przeprowadzał on w latach 1797–1798. Użył przyrządu i oparł się na metodzie opisanej przez Johna Michella, który zmarł przed ukończeniem swoich badań. Aparat zwany wagą skręceń składał się z cienkiej nici kwarcowej, na której zawieszony był lekki pręt. Na końcach pręta zawieszone były małe kule. Do nici było przymocowane lusterko. Aparat wykorzystywał fakt, że siła potrzebna do skręcenia nici jest bardzo mała, a wiązka światła padająca i odbijająca się od lusterka i padająca następnie na skalę mogła precyzyjnie wyznaczyć kąt skrętu.
Cavendish umieścił następnie w pobliżu małych kulek (na pręcie) symetrycznie dwie duże kule ołowiane (o znanych masach, dokładnie po 350 funtów każda) i zmierzył kąt skrętu, o jaki obrócił się pręt. Na podstawie tych pomiarów obliczył wartość stałej G.
Potem eksperyment ten był znany także pod nazwą „ważenie Ziemi”, ponieważ znając precyzyjnie stałą grawitacji G, można z prawa powszechnego ciążenia wyznaczyć z równą dokładnością masę Ziemi:
{\displaystyle M_{z}={\frac {gR_{z}^{2}}{G}},}
gdzie: g to przyspieszenie ziemskie, a Rz to długość promienia Ziemi.
Cavendish podał także tę masę, a niejako „z rozpędu” obliczył masy Słońca, Jowisza i innych planet, których satelity były znane w tamtych czasach. Można je obliczyć ze wzoru, np. dla masy Słońca:
{\displaystyle M_{s}={\frac {FR^{2}}{GM_{z}}},}
gdzie: R to odległość Ziemi od Słońca, F to działająca siła między tymi ciałami.
Najnowsze obliczenia stałej G informują, że masa Ziemi wynosi 5,9722450 × 1024 kg (która to wartość różni się tylko o 1% od wartości obliczonej przez Cavendisha), zaś Słońca 1,9884350 × 1030 kg.
Waga skręceń, zwana także wagą Cavendisha, mimo upływu lat nie zmieniła znacząco swojego wyglądu i budowy i nadal jest wykorzystywana w laboratoriach i uczelniach całego świata do wyznaczania stałej grawitacji G.

## Doświadczenie Younga (rok 1801) – interferencja światła na dwu szczelinach
Thomas Young wykonał eksperyment, który miał rozstrzygnąć trwający od niemal 200 lat spór o to, czy światło jest strumieniem cząstek, tak jak twierdził to Newton, czy falą. Young rozumował w następujący sposób: zjawiskiem które zachodzi dla fali, a nie zachodzi dla strumienia cząstek jest interferencja. Gdy przepuści się światło poprzez dwa pobliskie otwory w przesłonie i rzuci na ekran można na nim zaobserwować charakterystyczne prążki, które nie wystąpiłyby, gdyby światło nie było falą. Eksperyment ten potwierdza więc falową naturę światła. Poniższy rysunek w poglądowy sposób wyjaśnia zaobserwowane zjawiska.

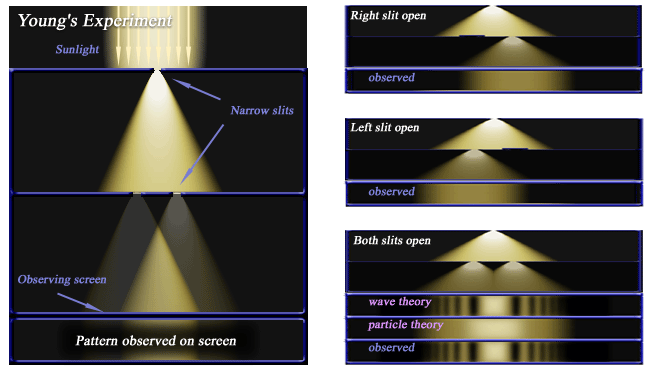
Doświadczenie Younga; oznaczenia:lewy rysunek: Sunlight – promienie słoneczne, Narrow slits – wąskie szczeliny, Observing screen – ekran do obserwacji, Pattern observed on screen – wzory obserwowane na ekranie; rysunki po prawej: Right/Left/Both slit(s) open – otwarta prawa/lewa/obie szczelina(y), observed – zaobserwowane zjawisko, wave theory – według teorii falowej, particle theory – według teorii cząsteczkowej

## Wahadło Foucaulta (rok 1851) – doświadczalne potwierdzenie ruchu obrotowego Ziemi

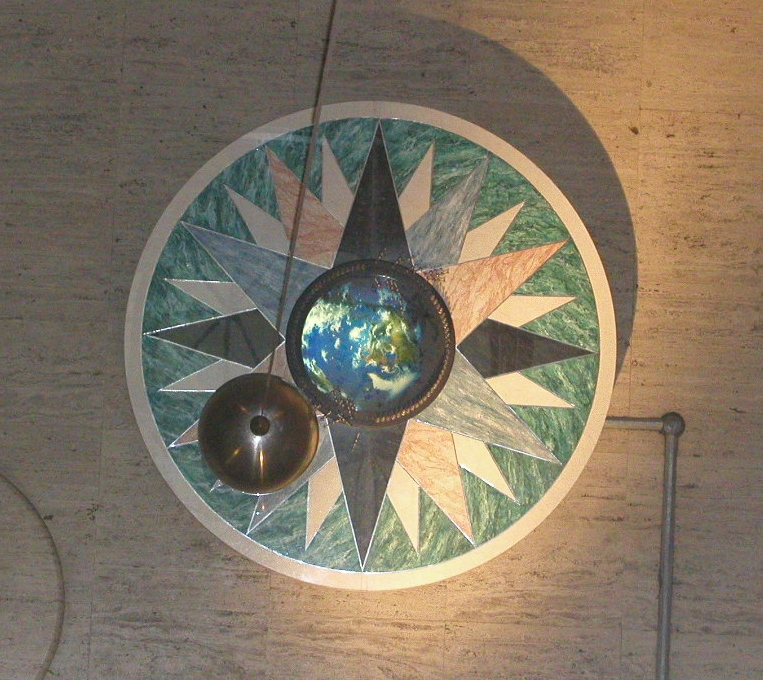
Wahadło Foucaulta w Instytucie Franklina w Filadelfii

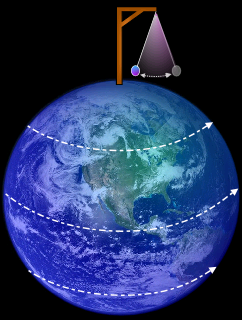
Hipotetyczne wahadło Foucaulta umieszczone na biegunie północnym

Animacja ruchu wahadła na półkuli południowej

Ruch wahadła Foucaulta (dzięki dużej masie obciążnika i zawieszeniu tylko w jednym punkcie) jest długotrwały i praktycznie niezależny od ruchu obrotowego Ziemi. Dla wahadła zawieszonego nad biegunem Ziemia niejako „ucieka” spod niego i przy każdym następnym wahnięciu wahadło nie powraca do tego samego punktu, ale nieco dalej. Ponieważ w ciągu ok. 24 godzin punkty te zakreślają okrąg, a ruch odbywa się zawsze tylko w jednym kierunku, jest to dowodem na obrót Ziemi wokół własnej osi. Poza biegunami jest podobnie, ale okres „obrotu” wahadła jest dłuższy (w szczególności na równiku płaszczyzna drgań nie zmienia położenia względem powierzchni Ziemi). Wynalazca, Jean Bernard Léon Foucault, zademonstrował je po raz pierwszy w 1851 w Panteonie w Paryżu.
O tym, że Ziemia cały czas się obraca można przekonać się także w Polsce:
- Wahadło Foucaulta ma m.in. Wydział Fizyki Uniwersytetu im. Adama Mickiewicza w Poznaniu.
- Od września 2005 doświadczenie to można obserwować także w wieży Zamku Książąt Pomorskich w Szczecinie, gdzie znajduje się obciążnik o masie 76 kg (długość ramienia: 28,5 m).
- Od 25 stycznia 2005 roku wahadło takie znajduje się również na dziedzińcu południowym Gmachu Głównego Politechniki Gdańskiej (ramię o długości 26 metrów, masa 64 kilogramów).
- Również Frombork ma swoje wahadło – w Wieży Radziejowskiego, będącej częścią zespołu katedralnego, gdzie Mikołaj Kopernik napisał „De revolutionibus...”
- Nieco mniejsze wahadło ma Politechnika Częstochowska.
- Wahadło o najdłuższym ramieniu w Polsce znajduje się w Krakowie, w kościele pw. Świętych Apostołów Piotra i Pawła (długość: 46,5 m; masa: 25 kg; 15-minutowe pokazy odbywają się w każdy czwartek o godzinie 10.00, 11.00 i 12.00).
- Najcięższe wahadło w Polsce i w Europie o masie 245 kg (długość ramienia 15,5 m) można obserwować w warszawskim Centrum Nauki Kopernik od listopada 2010 roku.

## Doświadczenie Millikana (rok 1909) – wyznaczenie ładunku elektronu za pomocą spadającej w polu elektrycznym kropli oleju

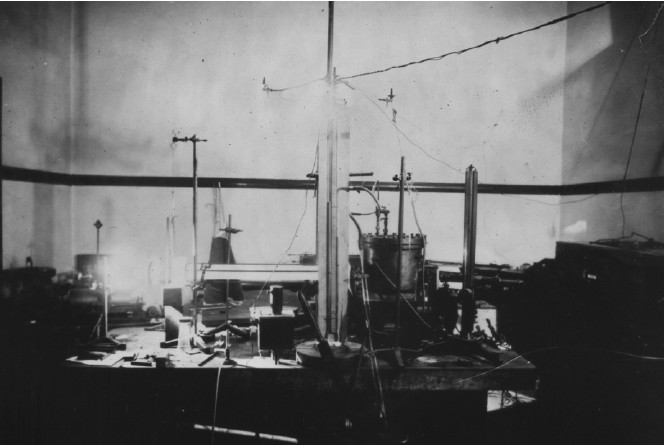
Stanowisko Millikana służące do wyznaczania ładunku elektronu.

Fizyk amerykański Robert Millikan w roku 1910 przeprowadził doświadczenie, w którym wykazał stałość ładunku elektronu i wyznaczył jego wartość. Użył do tego rozpylonych kropel oleju, które spadały swobodnie w polu elektrycznym. Opracowując wyniki wielu powtórzeń swojego eksperymentu stwierdził, że ładunek elektryczny kropli może osiągnąć tylko wartości będące wielokrotnościami podstawowej wartości pojedynczego ładunku elektrycznego elektronu wartość bezwzględna ładunku elektronu równa 1,6·10−19C.

## Eksperyment Rutherforda (rok 1911) – odkrycie jądra atomowego

Model atomu według koncepcji Thomsona: model ciasta z rodzynkami – ładunki ujemne (elektrony) porozrzucane równomiernie w dużej strukturze ładunku dodatniego.

Eksperyment Rutherforda.
Górny rysunek: według teorii Thomsona cząstki alfa swobodnie pokonują wnętrze atomu.
Dolny rysunek: obserwowany rezultat eksperymentu: niewielka część cząstek jest odbijana, ukazując mały skoncentrowany w niewielkiej przestrzeni ładunek dodatni

W roku 1897 fizyk angielski, profesor Uniwersytetu Cambridge, noblista sir Joseph John Thomson odkrył elektron. Odkrycie ujemnie naładowanego elektronu, który można oderwać od atomu, zachwiało poglądami na temat budowy atomu – wcześniej uważano, że atomy to niepodzielne kulki bez struktury wewnętrznej. Skoro elektron ma ładunek ujemny, to reszta musi mieć ładunek dodatni. Ilości tych ładunków równoważą się tak, że atom w całości ma ładunek obojętny. Kwestią sporną było jak to jest rozłożone w przestrzeni atomu. Koncepcji, jak zawsze w takim przypadku, pojawiło się sporo, ale w końcu przeważyła hipoteza samego Thomsona, zwana modelem ciasta z rodzynkami. Głosiła ona, że dodatnio naładowany ładunek rozłożony jest w całej objętości atomu a elektrony tkwią w nim punktowo tak, jak rodzynki w cieście. Teoria ta wydawała się najbardziej stabilnym i wiarygodnym opisem materii; w dodatku nie kłóciła się z intuicyjnym przekonaniem o ciągłości i spoistości materii. Odkrycie nowego rodzaju promieniowania, znanego obecnie jako promieniowanie jądrowe, wywołało nową falę niejasności i niepewności w świecie nauki. Model ciasta z rodzynkami nie nadawał się do wyjaśnienia przyczyny zjawiska emisji atomów przez inne atomy.
Hipotezę Thomsona podważył jego dawny uczeń i następca na katedrze fizyki, Nowozelandczyk sir Ernest Rutherford, będący notabene pierwszym cudzoziemskim studentem na katedrze im. Cavendisha.
Rutherford zaprojektował eksperyment polegający na bombardowaniu bardzo cienkiej złotej folii promieniowaniem alfa (pozyskiwanymi przy użyciu radioaktywnego radonu jądrami helowymi) i obserwacji charakteru rozkładu kątowego przechodzących przez nią cząstek alfa, co miało pozwolić określić strukturę budowy atomu. Przyrząd do badania zjawiska zawierał źródło cząstek alfa w ołowianym pojemniku z niewielkim otworem skierowanym na złotą folię, zaś funkcję detektora scyntylacyjnego pełnił ekran pokryty siarczkiem cynku. Podczas eksperymentu detektor scyntylacyjny umieszczano pod różnymi kątami względem pierwotnego kierunku promieniowania alfa. Obserwacja ekranu przez lupę umożliwiała zobaczenie błysków, gdy cząstka alfa trafiała w scyntylator.
Wyznaczając zależność liczby cząstek alfa trafiających w ekran od kąta rozpraszania, uzyskać można dane o nierównomierności rozkładu ładunku w jądrze, a także o liczbie elektronów w atomie.
Eksperyment przeprowadzony został w maju 1909 roku przez stażystę Hansa Geigera (od którego nazwiska nazwany został także przyrząd pomiarowy, licznik Geigera) oraz studenta Ernesta Marsdena.
Zgodnie z teorią Thomsona wszystkie cząstki alfa powinny bez przeszkód przejść przez daną folię. Eksperyment wykazał, iż niewielka część (średnio jedna na 8000) wystrzelonych cząstek alfa odbija się od złotej folii, co zadziwiło eksperymentatorów i obaliło teorię Thomsona. Rutherford skomentował to słynnymi słowami: „To było chyba najbardziej niewiarygodne zdarzenie w moim życiu. To tak, jakby pocisk artyleryjski wielkiego kalibru, wystrzelony w kierunku serwetki, odbił się od niej i powrócił do strzelającego”.
Na początku 1911 roku Rutherford opublikował wnioski. Jego model atomu zakładał istnienie stosunkowo niewielkiego jądra o bardzo dużej masie, a w znacznej odległości od niego elektrony umieszczone na orbitach. Ze względu na wyraźną analogię pomiędzy budową atomu i budową Układu Słonecznego, koncepcja Rutherforda nazywana jest planetarną budową atomu.
Model planetarny został udoskonalony w roku 1913 przez Nielsa Bohra.
Eksperyment Rutherforda wraz z wypływającymi zeń wnioskami okazał się być pierwszym kamieniem milowym dla rozwoju współczesnej fizyki kwantowej. Także idea planetarnej budowy atomu, choć niedoskonała, stanowi punkt wyjścia dla współcześnie znanego modelu atomu (zobacz: atom, mechanika kwantowa).

## Doświadczenie Davissona i Germera (rok 1927) – dyfrakcja niskoenergetycznych elektronów na monokrysztale niklu

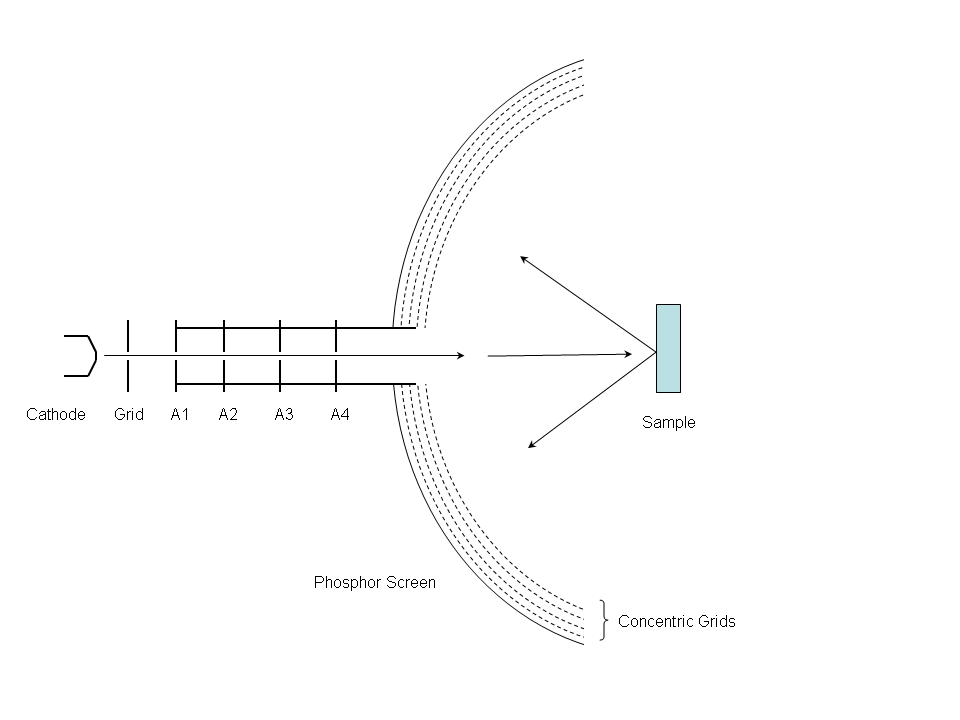
Budowa współczesnego przyrządu do badania dyfrakcji elektronów mających małą energię (oznaczenia: Cathode – katoda, Grid – siatka, Sample – badana próbka, Phosphor Screen – ekran pokryty fosforem, Concentric Grids – koncentryczne siatki)

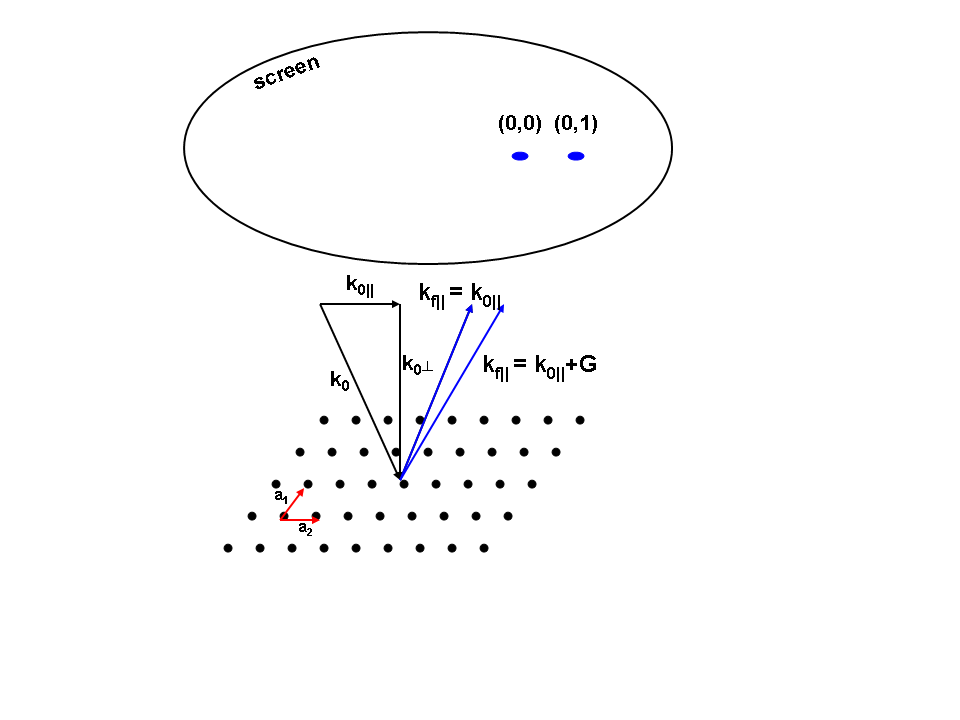
Rozpraszanie elektronów na siatce krystalicznej (screen – ekran).

W 1909 r. Albert Einstein w jednym ze swoich artykułów snuł rozważania nad kwantową teorią światła. Wielki fizyk zastanawiał się, dlaczego światło, składające się przecież z cząstek, zachowuje się jednocześnie jak typowa fala ze wszystkimi charakterystycznymi dla niej cechami (takimi jak interferencja, dyfrakcja i inne).
Dociekania te „natchnęły” młodego francuskiego arystokratę, księcia Louisa Victora de Broglie’a, który w roku 1924 w swojej pracy doktorskiej zaproponował, aby ten dziwny podwójny charakter światła uznać za fundamentalną właściwość przyrody. Teorię tę można więc wykorzystać także do rozważań nad zachowaniem innych cząstek, takich jak np. elektron. Jeśli fale mogą być jednocześnie cząstkami, to analogicznie rzecz biorąc, cząstki mogą być falami. De Broglie poszedł dalej i przedstawił także równanie opisujące zależność między energią cząstek a długością ich fali.
Były to jednak tylko dociekania teoretyczne. Brakowało doświadczenia, które potwierdziłoby te hipotezy w praktyce.
Takie doświadczenie wykonali dopiero w 1927 dwaj amerykańscy naukowcy, Clinton Davisson i Lester Germer, którzy w owym czasie pracowali w słynnym Laboratorium Bella i zajmowali się badaniem lamp próżniowych. Praca ich polegała m.in. na badaniu zachowania się powierzchni metalowych pokrytych różnymi tlenkami poddanych bombardowaniu strumieniem wolno poruszających się elektronów.
W jednym z tych eksperymentów naukowcy kierowali wiązkę elektronów w kierunku kryształu niklu (próbka miała formę małej tarczy) w wyniku czego następowała wtórna emisja elektronów z tego kryształu. Tarcza umieszczona była w specjalnie skonstruowanym urządzeniu do badania emisji, które otoczone było ekranem. Kolektor ten zbudowany był z płytki metalowej, której zadaniem było zbieranie padających na nią elektronów i pozwalał na ocenę charakteru ich rozkładu. Ekran był ruchomy i można nim było obracać wokół próbki.
Ponieważ w czasie doświadczeń doszło do utlenienia jednej z tarczek niklu, naukowcy podgrzali ją, aby usunąć powstały na jej powierzchni tlenek. Po wznowieniu eksperymentów okazało się jednak, że ich wyniki są różne od poprzednich. Podgrzanie tarczy zmieniło właściwości materiału. Powstał jeden duży monokryształ niklu. Doświadczenie wykazało, że chociaż tak, jak przedtem elektrony dalej były emitowane w różnych kierunkach i pod różnymi kątami, to jednak dla niektórych z tych kątów emisja była wyraźnie większa.
Germera, pracującego pod kierunkiem Davissona, zastanowił rozkład elektronów powstały przy odbiciu od kryształów niklu. Uzyskany obraz zdawał się dziwnie podobny do wzorów interferencyjnych. Davisson o koncepcji de Broglie’a usłyszał w 1926, będąc na sympozjum w Anglii. Natychmiast skojarzył oba te fakty i po powrocie do USA gorączkowo zabrał się za analizowanie zgromadzonych do tej pory danych z badań. Po uważnej analizie doszedł on do wniosku, że wiązka elektronów była rozpraszana na powierzchni atomów niklu pod dokładnie takim samym kątem, który był przewidziany dla dyfrakcji promieni X zgodnie z równaniem Bragga, dla długości fali otrzymywanej z równania de Broglie’a.
Okazało się więc, że wyniki badań doskonale potwierdzają teorię de Broglie’a. Zaobserwowany przez Germera rozkład odbić elektronów to obraz interferencyjny powstały na skutek dyfrakcji fal płaskich. Elektrony zachowują się więc tak jak fale, a ich długość zależy od energii. Był to więc pierwszy „namacalny” dowód na falową naturę cząstek.
Dla celów dydaktycznych fizycy często wykorzystują eksperyment myślowy, w którym doświadczenie Younga z dyfrakcją fali na podwójnej szczelinie przenoszą w mikroświat na poziomie kwantowym, w którym wiązkę światła zastępujemy wiązką elektronów. Zgodnie z prawami mechaniki kwantowej, strumień cząstek powinien ulec podziałowi na dwie wiązki i słabsze strumienie powinny interferować każdy z każdym, tworząc taki sam wzór (złożony z jasnych i ciemnych kręgów), jaki byłby utworzony przez światło w makroświecie. Cząstki powinny zachowywać się jak fale.
Pośpiesznie przygotowany i opublikowany artykuł wyprzedził wyniki podobnych badań, przeprowadzane w tym samym czasie w Laboratorium im. Cavendisha w Szkocji (Wielka Brytania) przez George’a Pageta Thomsona (syna sławnego Josepha Johna Thomsona), podczas których można było zaobserwować zjawisko dyfrakcji przy bombardowaniu cienkiej folii strumieniem mających dużą energię elektronów. Po przejściu przez folię wiązka elektronów tworzyła na ekranie koncentryczne kręgi, przypominające bardzo wzory powstające przy naświetlaniu promieniami X powierzchni pokrytej proszkiem drobno zmielonych polikryształów (wynikiem tego typu dyfrakcji, powodowanym przez wiele przypadkowo skierowanych ziaren kryształu, są koncentrycznie położone okręgi). Przy zmianie długości fali (przez zmianę energii elektronów), Thomson obserwował proporcjonalną zmianę średnicy pierścieni. Podobnie jak dla obrazów dyfrakcyjnych powstających w sieciach krystalicznych, długość fali można obliczyć z równania Bragga, znając odległość między warstwami kryształu.
Eksperymenty te dowiodły, że fale de Broglie’a nie są tylko teoretycznymi koncepcjami, ale można je także zaobserwować w praktyce. Wkład Thomsona w empiryczne badania fali elektronów został również doceniony i w 1937 roku wspólnie z Davissonem otrzymał Nagrodę Nobla.